# دونوم
دونوم (به ترکی استانبولی: Dönüm) ، یک یکای اندازه‌گیری مساحت است که در امپراتوری عثمانی رواج داشته است.
مقدار آن در کشورهای گوناگونِ زیرِ سلطه عثمانی از ۹۰۰ تا ۲،۵۰۰ متر مربع متفاوت است اما معمولاً ۱،۰۰۰ مترمربع در نظر گرفته می‌شود.